# باری (ایلینوی)
باری (به انگلیسی: Barry) یک منطقهٔ مسکونی در ایالات متحده آمریکا است که در ایلینوی واقع شده‌است. باری ۳٫۶۶ کیلومتر مربع مساحت و ۱٬۳۱۸ نفر جمعیت دارد و ۲۲۲٫۵۱ متر بالاتر از سطح دریا واقع شده‌است.